# Железнодорожный кран
Железнодорожный кран — полноповоротный стреловой кран на платформе, передвигающийся по железнодорожному пути.

## Общее описание
В зависимости от условий работы отдельных механизмов и крана в целом, степени их загрузки по времени и грузоподъёмности для кранов с механическим приводом устанавливаются четыре группы режимов работы: Л — лёгкий, С — средний, Т — тяжёлый, ВТ — весьма тяжёлый. Группа режима работы определяется соответствующими расчётами по формулам Госгортехнадзора России и указывается в техническом паспорте крана.

## Описание

### Технические характеристики
Грузоподъёмность составляет:
Для лёгких и средних кранов 20-30 т.
Для тяжёлых кранов 80-250 т.
Грузоподъёмность этих кранов при расположении стрел вдоль рельсового пути приблизительно в 2 раза больше, чем в поперечном направлении при одинаковых запасах устойчивости. Грузовые моменты кранов соответственно равны 800-5000 кН·м и 5000-25000 кН·м. Вылет кранов изменяется в пределах 4-28 м. Скорость подъёма 1,15-32 м/мин.

## Устройство

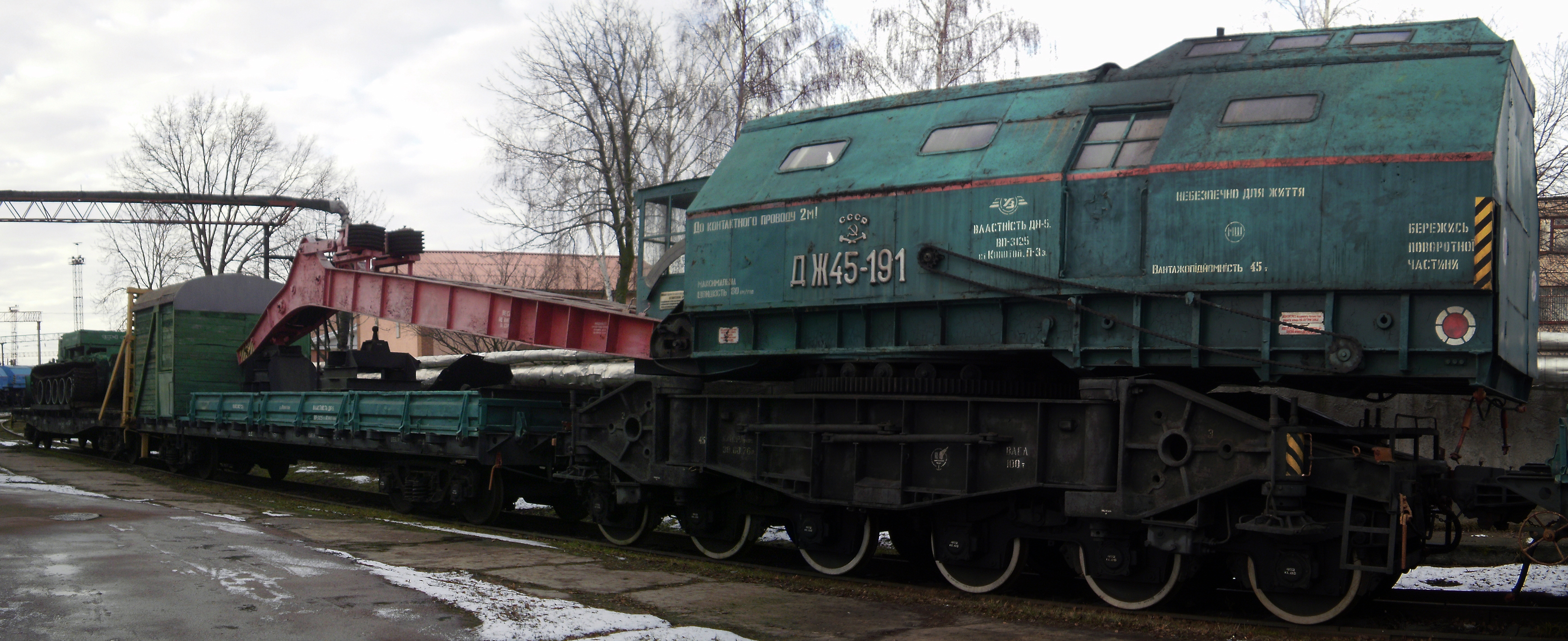
Кран в депо Конотоп

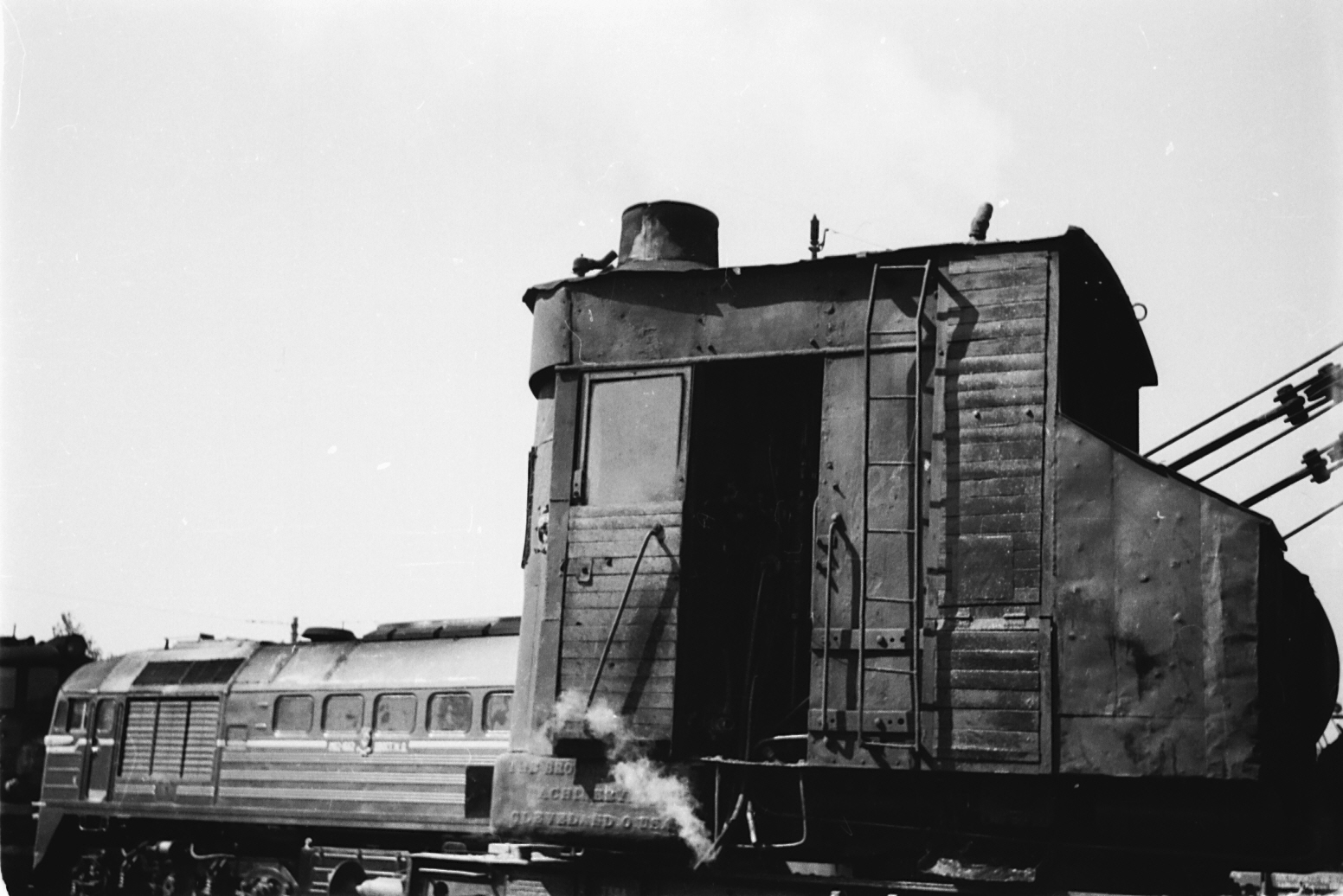
Железнодорожный паровой кран производства США с грейферным ковшом в локомотивном депо станции Уссурийск, 1977 год. Вероятно, получен по ленд-лизу.

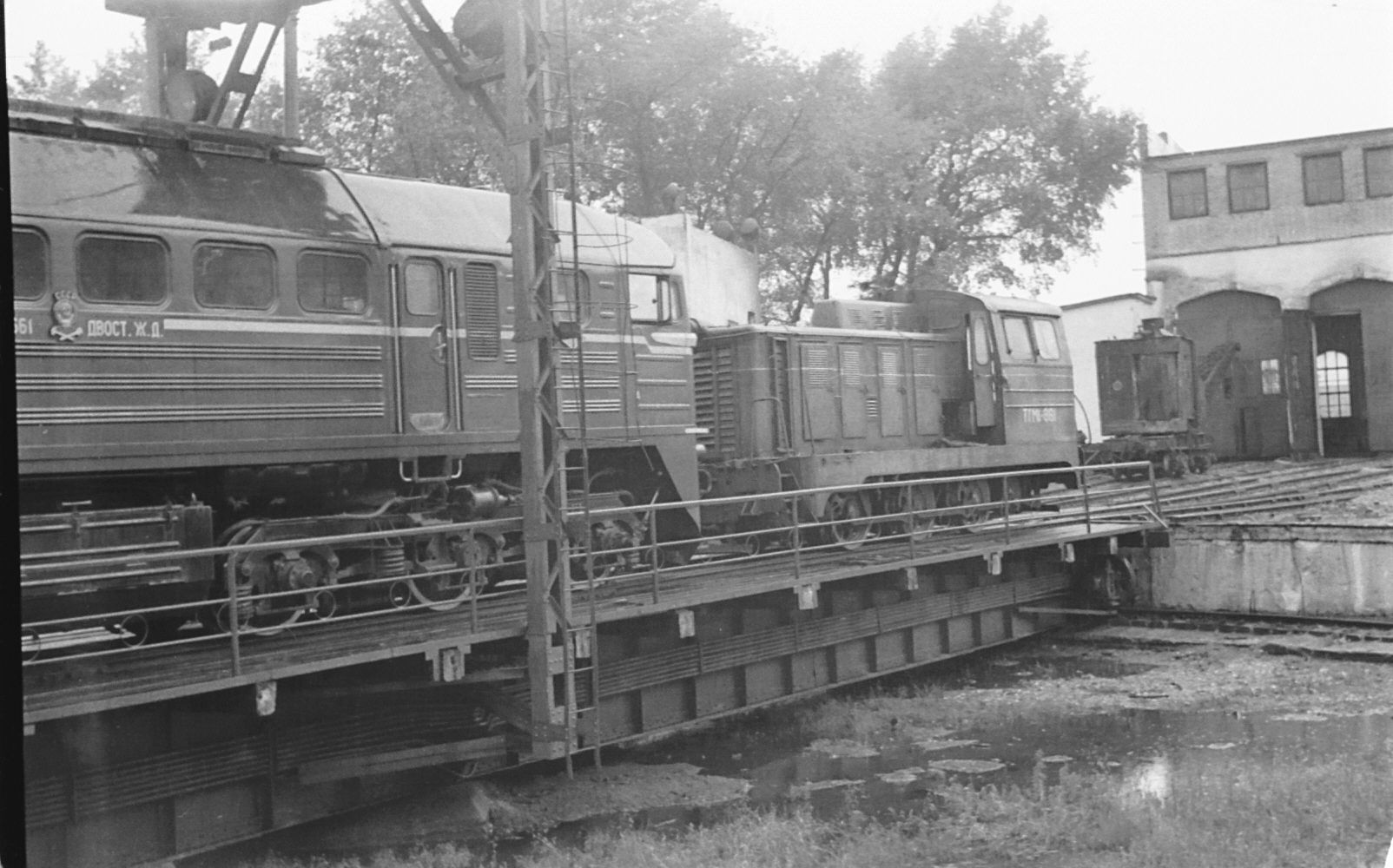
ТГМ1 и М62 на поворотном круге, вдали виден паровой кран производства США. Уссурийск, 1977 год.

### Привод
В зависимости от типа привода различают краны с ручным или механическим приводом.
Краны с ручным приводом имеют небольшую грузоподъёмность и используются, главным образом, при незначительном объёме перегрузочных работ.
Краны с механическим приводом в зависимости от установленного основного силового агрегата подразделяют:
- Паровые. Устанавливается паровой котёл и паровая машина, приводящая в действие все его механизмы. Паровой привод на кране по сравнению с другими видами приводов отличается простотой, надёжностью и обеспечивает бесступенчатое изменение скоростей работы крана[1], однако имеет ряд недостатков:
  - Низкий КПД (около 5%)[1].
  - Большие габаритные размеры и увеличенный вес[1].
  - Непроизводительный расход топлива и необходимость непрерывного обслуживания и наблюдения за паровым котлом даже в период перерыва в работе крана[1].
  - Значительное время (45-60 мин) затрачивается на приведение крана в рабочее состояние или его установку[1].
  - Длительное время находится в ремонте из-за периодической промывки котла[1].
- Электрические. В этих кранах отдельные его механизмы приводятся в действие от электродвигателей, питаемых током от внешней сети через силовой кабель. Этот привод наиболее экономичен и прост по своему устройству. Затрата рабочей силы при обслуживании электрического крана меньше (примерно) в 2,5 раза, чем на паровом кране, и в 1,3 раза чем при приводе с двигателем внутреннего сгорания. Однако, кабель значительно сокращает поле действия, поэтому кран может работать лишь при наличии на рабочей площадке силовой линии и мест подключения к ней[1].
- Краны с приводом от двигателя внутреннего сгорания непосредственно (однодвигательные): ПК-6, МК-6, КДВ-15. На кранах с однодвигательным приводом применяются как дизельные, так и бензиновые двигатели внутреннего сгорания. Однодвигательный привод требует сравнительно сложных, зависимых друг от друга механизмов, со значительным количеством соединительных муфт, что является его недостатком[1].
- Краны с двигателем внутреннего сгорания в сочетании с электрическим генератором (многодвигательные). Дизель-электрические: серии КДЭ и EDK. На кранах с этим многодвигательным приводом установлена дизель-генераторная установка, обеспечивающая электроэнергией двигатели каждого отдельного приводного механизма. Эти краны могут питаться током и от внешней сети. Каждый механизм имеет самостоятельный привод и может быть включён или отключён независимо от других механизмов[1].
- Дизель-гидравлические[1].

Крановые механизмы приводятся от собственного генератора с дизельным двигателем или от постороннего источника тока. Скорость передвижения железнодорожных кранов по рельсовому пути составляет 60-100 км/ч. Частота вращения: 0,5 об/мин для кранов большой грузоподъёмности (сотни тонн) и 1,5 об/мин для более лёгких кранов. Предусмотрена также доводочная частота вращения 0,05-0,1 об/мин. Минимальный вылет железнодорожных кранов составляет 4-8 м, максимальный 22-28 м. Время изменения вылета 1-6 мин.

### Платформа
Железнодорожные краны монтируют на специальных железнодорожных платформах. Стрела в транспортном положении укладывается на другую платформу, входящую в комплект оборудования. Платформа крана опирается на колёсные оси в количестве от четырёх до восьми.
Колёсные пары группируют в трёх-, четырёхосные балансирные тележки. Нагрузка на ось допускается не более 200 кН. Платформы крана снабжают стандартными железнодорожными автосцепками, так как кран может быть не только включён в состав поезда, но и использован как локомотив при маневрах.
Габариты железнодорожных кранов должны удовлетворять требованиям ГОСТ 9238-73. Масса кранов составляет 60-300 т. Платформы имеют от четырёх до восьми поворотных балок с гидравлическими выносными опорами. При работе крана под них заранее подкладываются шпальные клетки из брусьев.
Механизм передвижения крана снабжают обычным железнодорожным тормозным устройством с пневматическим приводом.

## Применение
Железнодорожные краны предназначены для перегрузки тяжёлых штучных и сыпучих грузов, при монтаже и ликвидации аварий на железных дорогах. Их используют также и в промышленности при монтаже и погрузочно-разгрузочных работах.

## Маркировка кранов
- Маркировка кранов